# Karabin Werder M1869

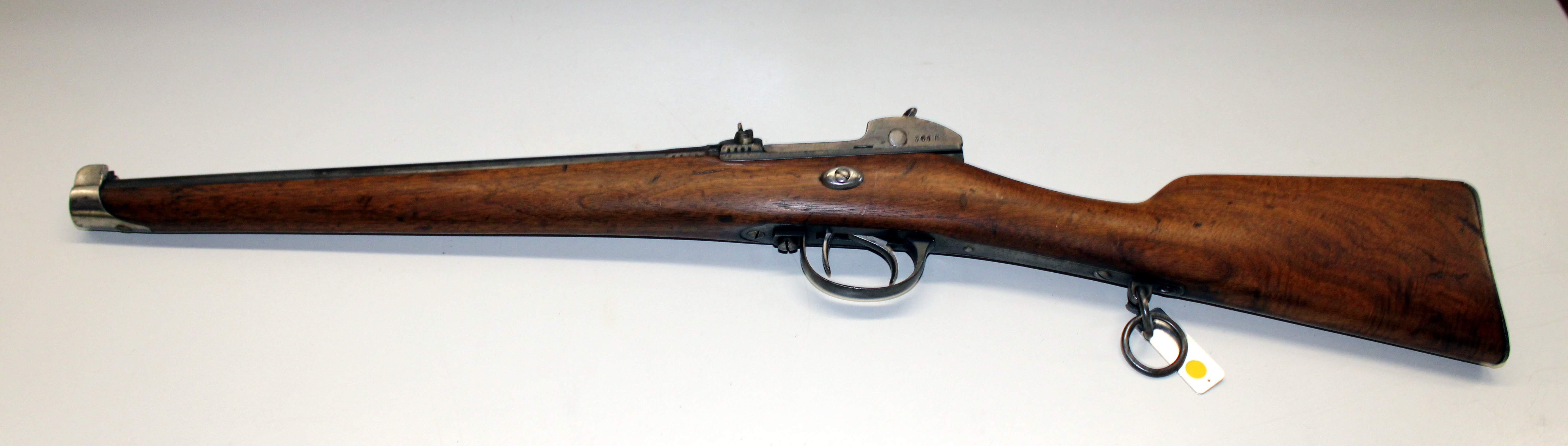
Karabinek M1869

Werder M1869 – bawarski karabin jednostrzałowy konstrukcji Johanna L. Werdera, przyjęty na uzbrojenie armii bawarskiej na krótko przed zjednoczeniem Niemiec. W ramach unifikacji uzbrojenia w powstałym potem Cesarstwie Niemieckim zastąpiony karabinami Mauser M1871.

## Historia
Do 1918 roku Bawaria była samodzielnym królestwem, które w 1871 r. dobrowolnie przystąpiło do II Rzeszy Niemieckiej (Cesarstwa Niemiec). 
Do czasu wystąpienia po stronie Prus w wojnie z Francją armia Bawarii zachowywała całkowitą odrębność (inaczej niż siły zbrojne państw Związku Północnoniemieckiego - w znacznym stopniu zintegrowane z armią Prus).
W 1869 r. armia Bawarii przyjęła na uzbrojenie karabin konstrukcji Johanna L. Werdera, zastępując przestarzałe karabiny iglicowe Linder (ładowane odtylcowo amunicją w łusce papierowej).
Konstrukcja Werdera opierała się rozwiązaniu karabinu Peabody'ego z zamkiem w postaci opuszczanego bloku. Produkowany był także pistolet oparty na tych samych rozwiązaniach.
Ponieważ amunicja typu Werdera nie miała wystarczającej mocy przystosowano go do strzelania amunicją Mauser Scharfe Patronene M71 (11 × 60 mm R) poprzez rozwiercenie komory, a tak przerobioną broń oznaczono jako M1869 Aptiertes. Ten z kolei nabój okazał się zbyt mocny w wielu przypadkach powodując rozrywanie broni. Problem ten rozwiązano zmieniając lufę broni na lufę od karabinu Mauser M1871, tworząc karabin M1869 n.M. Werder. Mimo dużo większej niezawodności w porównaniu do poprzednich modeli, M1869 n.M. Werder był od 1877 roku zastępowany karabinami Mauser M1871, a później Mauser M1871/84.

## Opis konstrukcji
Pomimo tego, że konstrukcja karabinu Werdera bazowała na projekcie Peabody'ego, zastosowano w nim wiele rozwiązań bardzo nowatorskich i pomysłowych biorąc pod uwagę, że pierwszy jej egzemplarz zbudowano w lipcu 1869 roku.
W karabinie zastosowano dwa języki spustowe z których jeden służył do strzelania, natomiast drugi
umieszczony z przodu i wygięty w przeciwną stronę niż normalnie używany był do przeładowywania.
Zamek miał postać stalowego bloku umocowanego na zawiasie, który opuszczał się po naciśnięciu (popchnięciu) drugiego języka spustowego jednocześnie wyrzucając wystrzeloną łuskę. Po włożeniu naboju do komory nabojowej blok zamka unosił się do połowy normalnej wysokości ryglując komorę. Po odwiedzeniu kurka blok unosił się do końca umożliwiając oddanie strzału.
Sam blok zamkowy pełnił również funkcję bezpiecznika uniemożliwiającego oddanie strzału przypadkowego na skutek wstrząsu lub uderzenia w broń jeśli kurek nie został odwiedziony.
Zastosowane rozwiązanie zamka umożliwiało bardzo szybkie strzelanie, także z pozycji leżącej. Dzięki szybkości przeładowywania karabin zyskał nazwę Bawarskiej błyskawicy (Bayerische Blitz).